# یواس‌اس گاراپا (اس‌اس-۳۵۹)
یواس‌اس گاراپا (اس‌اس-۳۵۹) (به انگلیسی: USS Garrupa (SS-359)) یک زیردریایی بود که طول آن ۳۱۱ فوت ۹ اینچ (۹۵٫۰۲ متر) بود.